# سمرقند الجابري
سمرقند الجابري (بغداد 1973 – ) شاعرة وقاصة وفنانة تشكيلية عراقية، ولدت في بغداد وتخرجت من كلية الفنون الجميلة عام 1998. كتبت الشعر منذ الثمانينات، ونشرت باسم مستعار حتى عام 1996. نالت عام 2008 جائزة الشارقة للإبداع العربي بالمركز الأول عن مجموعتها القصصية «دبان صغيران».

## جوائز
- 2008: جائزة الشارقة للإبداع العربي بالمركز الأول عن مجموعتها القصصية «دبان صغيران».[1]
- جائزة الإبداع بالمرتبة الخامسة لمجلة الصدى للقصة القصيرة 2009.
- الجائزة الذهبية في الشعر، نادي الصيد العراقي 2011.

## عضويات
- عضو في نقابة الفنانين العراقيين
- عضو جمعية الفنانين العراقيين
- عضو في الاتحاد العام للأدباء والكتاب في العراق
- عضو الاتحاد العام للأدباء والكتاب في العراق
- عضو رابطة شعراء العالم – أمريكا 2005
- عضو رابطة القلم الدولية – لندن 2006
- عضو نقابة الصحفيين

## مؤلفاتها
- «عشرون» مجموعة شعرية – دار المغرب، بغداد 1997
- «بصمات قلب» مجموعة شعرية – دار التكوين - سوريا 2007.
- «دبان صغيران» مجموعة قصصية – الإمارات 2008.
- «أكثر من قمر لليلة واحدة» مجموعة شعرية مشتركة مع شعراء (نادي الشعر) 2009.
- «عيون إينانا» مجموعة أدبية مشتركة طبعت على نفقة معهد غوته الألماني، مطبعة الغدير – البصرة 2012.
- (بالإنجليزية: ELF Writers extracts)‏ مجموعة أدبية مشتركة كتاب عرب، أكراد، بريطانيون برعاية المجلس الثقافي البريطاني 2013.
- (بالإنجليزية: Niniti "lady of life")‏ مجموعة شعرية مشتركة كتاب عرب، أكراد، بريطانيون برعاية المجلس الثقافي البريطاني 2014.
- «علب كبريت» مجموعة قصصية – دار الروسم 2016.